# Euskadiko Sozialisten Batasuna
Euskadiko Sozialisten Batasuna (ESBA, Unión de los Socialistas de Euskadi) fue una organización política fundada en País Vasco como sección vasca del Frente de Liberación Popular y equivalente al Front Obrer de Catalunya. Existió entre 1959 y 1969, y sus principales dirigentes fueron el abogado José Ramón Recalde y Luciano Rincón. El 1962 fueron detenidos en San Sebastián varios militantes de ESBA, entre ellos su dirigente José Ramón Recalde. En 1965 también fue encarcelado  Recalde y Miguel Castells por negarse a pagar la multa que le impusieron por denunciar las torturas.
El grupo desapareció en 1969, debido a la represión policial y a las fuertes contradicciones internas que les harán dispersarse entre organizaciones muy diferentes. Algunos antiguos dirigentes de ESBA influyeron en la VI Asamblea de ETA realizada el 1970, en que la mayoría de los delegados aprobaron aproximarse al marxismo revolucionario y abandonar las tesis nacionalistas creando la Liga Komunista Iraultzailea.